# Vall de Boí (vallée)
Pour les articles homonymes, voir Vall de Boí.
La Vall de Boí (nom catalan, en castillan : Valle de Bohí) désigne à la fois une vallée et la commune de La Vall de Boí s'y trouvant, toutes deux situées dans le massif des Pyrénées versant espagnol, en région Catalogne (comarque d'Alta Ribagorça). La commune compte 1 076 habitants (2010).
La Vall de Boi possède l'un des plus beaux ensembles de sanctuaires romans des XIe et XIIe siècles.